# 門玲子
門 玲子（かど れいこ、1931年3月24日- ）は、日本近世文学研究者。

## 人物・来歴
石川県加賀市大聖寺生まれ。1953年金沢大学文学部卒。1980年『江馬細香　化政期の女流詩人』で第8回泉鏡花記念金沢市民文学賞受賞。1998年『江戸女流文学の発見』により毎日出版文化賞受賞。江馬細香など近世の女性漢詩人、只野真葛など近世の女性思想家について研究している。

## 編著書
- 『江馬細香 化政期の女流詩人』卯辰山文庫 1979、BOC出版部 1984、藤原書店 2010
- 『江馬細香詩集『湘夢遺稿』』（編）汲古書院 1992
- 『江戸女流文学の発見 光ある身こそくるしき思ひなれ』藤原書店 1998
- 『わが真葛物語 江戸の女流思索者探訪』藤原書店 2006
- 『幕末の女医、松岡小鶴』編著　藤原書店 2016（柳田國男の祖母）
- 『玉まつり　深田久弥『日本百名山』と『津軽の野づら』と』幻戯書房 2020